# Władysław Sierakowski
Władysław Sierakowski (cca 1804 – březen 1863 Žovkva) byl rakouský šlechtic a politik polské národnosti z Haliče, během revolučního roku 1848 poslanec Říšského sněmu.

## Biografie
Pocházel z šlechtické rodiny. Jeho otec byl vysokým úředníkem. Władysław Sierakowski se podílel na polském listopadovém povstání roku 1830. Seznámil se tehdy se Sewerynem Goszczyńskim. Roku 1849 se uvádí jako rytíř Ladislaus von Sierakowski, pán v obci Ožydiv (Ozidow).
Během revolučního roku 1848 se zapojil do veřejného dění. Ve volbách roku 1848 byl zvolen i na ústavodárný Říšský sněm. Zastupoval volební obvod Sokołówka. Tehdy se uváděl coby statkář. Náležel ke sněmovní pravici. Patřil mezi populární parlamentní osobnosti. Byl vysokého vzrůstu a do Říšského sněmu chodil vždy v uniformě haličské Národní gardy. Ve Vídni si vysloužil přezdívku Reichstags-Elephant. Po přesunu sněmu do Kroměříže byl jedním z 25 členů stálého parlamentního výboru. 22. října 1848 předložil Franciszku Janu Smolkovi návrh na detronizaci Habsburků a vyhoštění členů této dynastie z Rakouska. Smolka ovšem nedovolil, aby se toto podání formálně projednávalo na sněmu.
Policejní zpráva z roku 1860 označovala Sierakowského za protivládního člena rozpuštěného sněmu a zastánce demokratických zásad. Zemřel v březnu 1863.